# Fathullo Fathullojew
Fathullo Dastamowicz Fathullojew, tadż. Фатҳулло Дастамович Фатҳуллоев (ur. 24 marca 1990, Tadżycka SRR) – tadżycki piłkarz, grający na pozycji pomocnika.

## Kariera piłkarska

### Kariera klubowa
W 2007 rozpoczął karierę piłkarską w klubie Dinamo Duszanbe. W 2008 został zaproszony do Istiklolu Duszanbe.

### Kariera reprezentacyjna
W 2007 debiutował w reprezentacji Tadżykistanu. Ogółem rozegrał 50 meczów i jest rekordzistą w ilości występów w kadrze narodowej.

## Sukcesy i odznaczenia

### Sukcesy piłkarskie
Istiklol Duszanbe
- zdobywca Pucharu Prezydenta AFC: 2012
- finalista Pucharu AFC: 2015
- mistrz Tadżykistanu: 2010, 2011, 2014, 2015
- wicemistrz Tadżykistanu: 2013
- brązowy medalista Mistrzostw Tadżykistanu: 2012
- zdobywca Pucharu Tadżykistanu: 2009, 2010, 2013, 2014, 2015
- finalista Pucharu Tadżykistanu: 2011, 2012
- zdobywca Superpucharu Tadżykistanu: 2010, 2011, 2012, 2014, 2015, 2016
- finalista Superpucharu Tadżykistanu: 2013

### Sukcesy indywidualne
- rekordzista w ilości występów w reprezentacji Tadżykistanu: 50 meczów